# Belisario Boeto
Belisario Boeto é uma província da Bolívia localizada no departamento de Chuquisaca, sua capital é a cidade de Villa Serrano.